# Blessagno
Blessagno (lombardul: Blessagn) település Olaszországban, Lombardia régióban, Como megyében. Lakosainak száma 296 fő (2023. január 1.). Blessagno Centro Valle Intelvi, Dizzasco, Pigra és Laino községekkel határos.

## Népesség
A település népességének változása:
| Lakosok száma | 276  | 269  | 296  |
|               | 2017 | 2018 | 2023 |